# Terzett (Verslehre)
Ein Terzett (lateinisch tertius, italienisch terzo „dritter“) bezeichnet in der Verslehre allgemein eine dreizeilige Strophenform. Spezifisch ist der Begriff für die beiden letzten Strophen im klassischen Sonett. Die Terzette folgen auf die beiden Quartette, wobei sie häufig den thematischen Konflikt zuspitzen und/oder lösen. 
Zur allgemein dreizeiligen Strophen- und Gedichtformen siehe Dreizeiler.